# 雑損控除
雑損控除（ざっそんこうじょ）は、日本の所得税及び個人住民税の所得控除制度のひとつをいう。

## 概要
納税者本人若しくは納税者と生計を同じくする総所得金額が48万円以下の配偶者や親族の、日常生活に必要な家具、設備、衣類、住宅などの資産について、自然災害・盗難・横領によって損害があった際に、確定申告をすることが条件に、一定の金額が納税者の所得金額から控除できる。
事業用の固定資産や別荘、書画、骨とう、貴金属などで1個又は1組の価額が30万円を越えるものは、対象外となる。
事業的規模ではない賃貸用家屋や通勤用自動車は対象となるが、趣味で保有している高級スポーツカー等は対象とならない。
火災、鉱害、火薬類の爆発などの人為による異常な災害(運用上は、毎年積雪が見受けられる地方の雪下ろし等に要した費用も含まれる)や害虫、害獣その他の生物による異常な災害も対象になるが、詐欺や恐喝では控除を受けられない。
損失額が大きくてその年の所得金額から控除しきれない場合には、3年間を限度として翌年以後に繰り越して、所得金額から控除することができる（雑損失の繰越控除）。
なお、災害減免法による所得税の軽減免除（税額控除）を受ける場合には、確定申告において雑損控除を受けることができない。
一方、災害、盗難、横領により生活に通常必要でない資産について損害があった場合には、譲渡所得の計算上一定の損失を控除できる特例がある。（所得税法62条）

## 控除額
下記算式で計算された金額の内、大きい方が雑損控除の控除額となる。
1. 差引損失額　－　総所得金額等の10％
2. 災害関連支出の金額　－　5万円

差引損失額は時価で計算し、保険金や損害賠償金等で補てんされる金額は予め控除する。